# Lachaisea
Lachaisea is een geslacht van vliesvleugeligen uit de familie Eurytomidae. De wetenschappelijke naam van dit geslacht is voor het eerst geldig gepubliceerd in 2003 door Rasplus.

## Soorten
Het geslacht Lachaisea omvat de volgende soorten:
- Lachaisea africana (Wiebes, 1971)
- Lachaisea brevimucro (Boucek, 1981)
- Lachaisea equicollis (Boucek, 1981)
- Lachaisea hemimucro (Wiebes, 1981)
- Lachaisea imerinensis (Risbec, 1956)
- Lachaisea longimucro (Boucek, 1981)
- Lachaisea orientalis (Wiebes, 1975)